# Physoloba griseofasciata
Physoloba griseofasciata är en fjärilsart som beskrevs av W. Warren 1908. Physoloba griseofasciata ingår i släktet Physoloba och familjen mätare. Inga underarter finns listade i Catalogue of Life.